# دور (کرواسی)
دور (به لاتین: Dvor) یک منطقهٔ مسکونی در کرواسی است که در شهرستان سیساک-موسلاوینا واقع شده‌است. دور ۵۰۴٫۷۵ کیلومتر مربع مساحت و ۶٬۲۳۳ نفر جمعیت دارد و ۱۳۱ متر بالاتر از سطح دریا واقع شده‌است.